# James McArdle

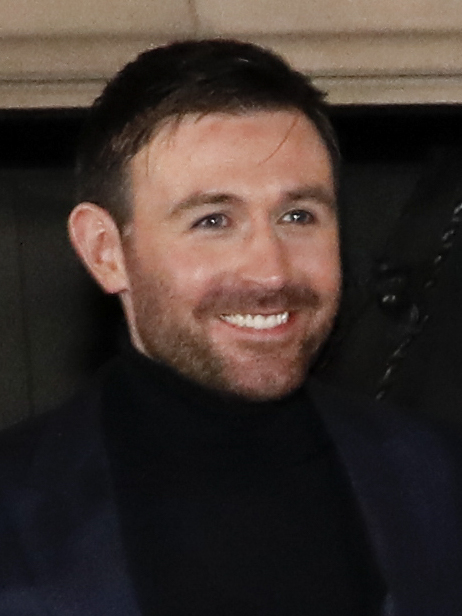
James McArdle (2019)

James McArdle (* 3. April 1989 in Glasgow) ein britischer Schauspieler. 2010 schloss er sein Studium an der Royal Academy of Dramatic Art ab und widmet sich seither hauptsächlich dem Theater, so war er bereits Teil der Ensembles des National Theatre of Scotland und der Royal Shakespeare Company (RSC). Er wirkte außerdem an einigen Kinofilmen und einer Reihe von Fernsehproduktionen mit, zuletzt übernahm er eine der Hauptrollen in Man in an Orange Shirt an der Seite von Vanessa Redgrave und Oliver Jackson-Cohen.

## Leben und Karriere

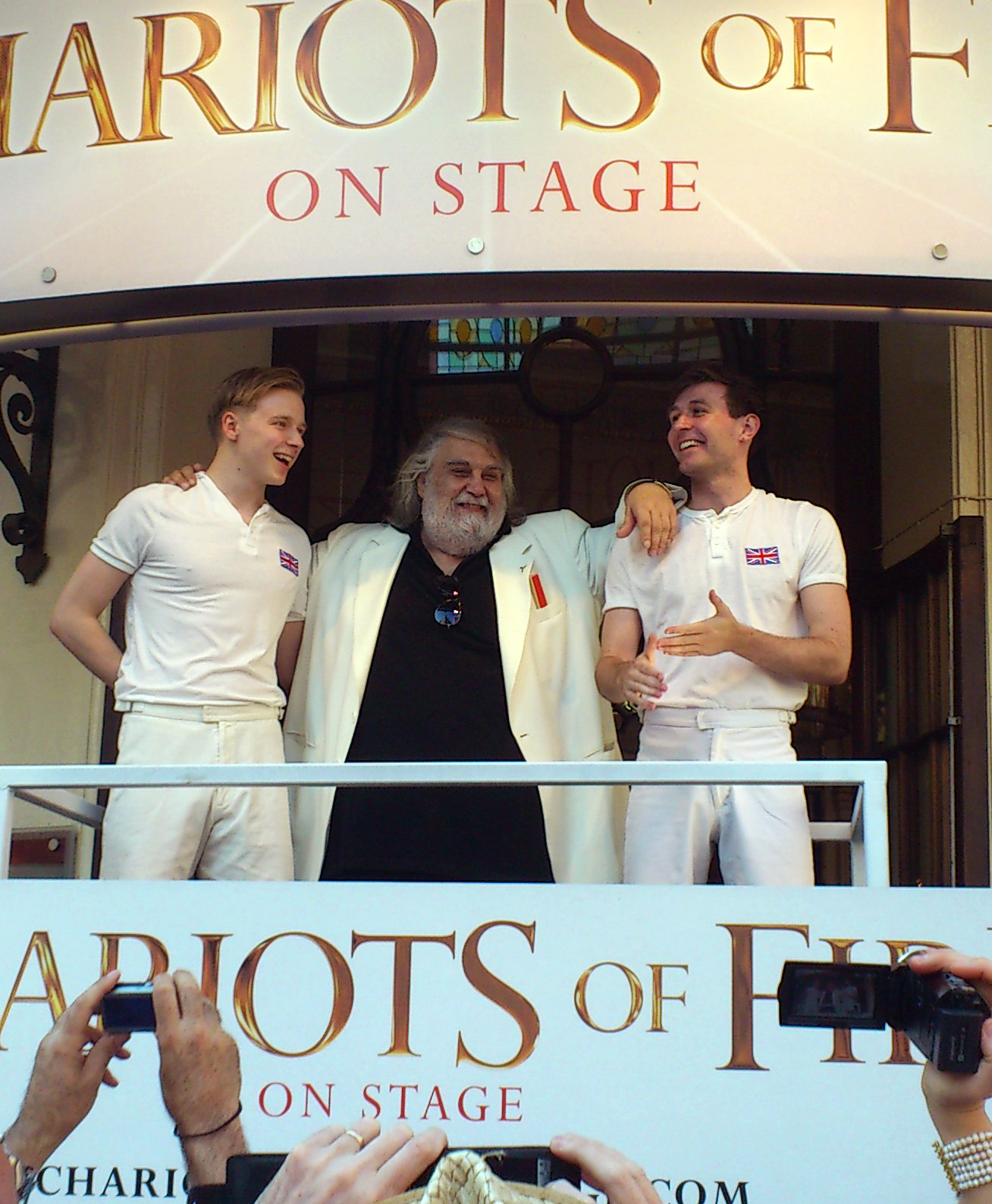
McArdle (rechts) mit Jack Lowden (links) und dem Komponisten Vangelis (Mitte) 2012 in London

McArdle wuchs in Glasgow auf und arbeitete bereits als Kind an einigen Filmen mit. So erhielt er beispielsweise 2001 eine kleine Rolle in Peter Capaldis Filmdrama Strictly Sinatra über ein modernes Glaswegian Rat Pack, in dessen Hauptrollen Ian Hart, Kelly Macdonald und Brian Cox zu sehen waren. Nach seinem Schulabschluss studierte er an der Londoner Royal Academy of Dramatic Art (RADA), wo er 2010 seinen Abschluss feierte.
In seinem Abschlussjahr an der RADA trat er in einer Inszenierung von Macbeth im Globe Theatre auf und erhielt die Hauptrolle im Sommerhit Spur of the Moment von Anya Reiss im Royal Court Theatre in London. Positive Kritiken erhielt er auch für seine Rolle in A Month in the Country von Ivan Turgenev im Chichester Festival Theatre. 2011 spielte McArdle die Rolle des Agathon in Emperor and Galilean von Henrik Ibsen im Royal National Theatre in London. Noch im gleichen Jahr war er außerdem als Robin Hood in der RSC-Produktion der Legende zu sehen, adaptiert von Ella Hickson im Royal Shakespeare Theatre (Stratford-upon-Avon).
2012 übernahm er die Hauptrolle des Harold Abrahams in Chariots of Fire, Mike Bartletts Bühnenadaption des gleichnamigen Films. Das Stück eröffnete im Londoner Hampstead Theatre am 9. Mai 2012 und wechselte schon am 23. Juni 2012 ins West End, wo es bis zum 5. Januar 2013 zu sehen war. 2014 spielte er König James I. von Schottland in Rona Munros King James I, das beim Edinburgh International Festival uraufgeführt und im Royal National Theatre fortgesetzt wurde. Hierfür schloss er sich der schottischen Theaterkompanie National Theatre of Scotland an.
2015 stellte das Chichester Festival Theatre seine Hauptsaison unter das Motto Young Checkov. McArdle spielte während dieser Saison in zwei unterschiedlichen Werken Anton Tschechows mit: Ivanov und Platonov. In letzterem übernahm er die Hauptrolle des Platonov, hierfür wurde er 2016 mit dem Ian Charleson Award ausgezeichnet.
2017 übernahm er als Captain Thomas March eine der Hauptrollen im BBC-Zweiteiler Man in an Orange Shirt. In weiteren Hauptrollen waren Vanessa Redgrave, Oliver Jackson-Cohen, Joanna Vanderham und Julian Morris vertreten.

## Theaterstücke
| Jahr | Titel                                              | Rolle                   | Ensemble/Theater                                                                                 | Anmerkungen                                                                    |
| ---- | -------------------------------------------------- | ----------------------- | ------------------------------------------------------------------------------------------------ | ------------------------------------------------------------------------------ |
| 2010 | Macbeth von William Shakespeare                    | Malcolm                 | The Globe                                                                                        | [ 4 ]                                                                          |
| 2010 | Spur of the Moment von Anya Reiss                  | Daniel Mast             | Royal Court Theatre                                                                              | Nominierung für den Evening Standard Theatre Award (Herausragender Newcomer)   |
| 2010 | A Month in the Country von Ivan Turgenev           | Aleksei Belyaev         | Chichester Festival Theatre                                                                      | [ 6 ]                                                                          |
| 2011 | Emperor and Galilean von Henrik Ibsen              | Agathon                 | Royal National Theatre                                                                           | [ 7 ]                                                                          |
| 2011 | The Heart of Robin Hood von David Farr             | Robin Hood              | Royal Shakespeare Company; Royal Shakespeare Theatre                                             | [ 8 ]                                                                          |
| 2012 | Chariots of Fire                                   | Harold Abrahams         | Hampstead Theatre Gielgud Theatre                                                                |                                                                                |
| 2014 | James I: The Key Will Keep The Lock von Rona Munro | James I. von Schottland | National Theatre of Scotland; Edinburgh International Festival National Theatre of Great Britain | Bestandteil der The James Plays Saison                                         |
| 2015 | Ivanov von Anton Tschechow                         | Yevgeni Lvov            | Chichester Festival Theatre                                                                      | Bestandteil der Young Checkov Saison                                           |
| 2015 | Platonov von Anton Tschechow                       | Platonov                | Chichester Festival Theatre                                                                      | Bestandteil der Young Checkov Saison; Auszeichnung mit dem Ian Charleson Award |
| 2017 | Angels in America von Tony Kushner                 | Louis Ironson           | Royal National Theatre                                                                           |                                                                                |

## Filmografie
- 2001–2003: Stacey Stone (Fernsehserie)
- 2001: Neverland (Miniserie)
- 2001: Strictly Sinatra
- 2003: Recycled (Kurzfilm)[9]
- 2011: Die Verschwörung – Verrat auf höchster Ebene (Page Eight, Fernsehfilm)
- 2011: Die Vertraute des Mörders (Appropriate Adult, Fernsehminiserie, 2 Episoden)
- 2011: Scissors (Kurzfilm)
- 2013: Love and Marriage (Fernsehfilm)
- 2014: 37 Days (Fernsehserie, 3 Episoden)
- 2014: Die Verschwörung – Tödliche Geschäfte (Turks & Caicos, Fernsehfilm)
- 2014: Die Verschwörung – Gnadenlose Jagd (Salting the Battlefield, Fernsehfilm)
- 2014: New Worlds (Fernsehfilm)
- 2015: Star Wars: Das Erwachen der Macht (Star Wars: The Force Awakens)
- 2017: Man in an Orange Shirt (Fernsehfilm)
- 2018: Maria Stuart, Königin von Schottland (Mary Queen of Scots)
- 2020: Ammonite
- 2021: Mare of Easttown (Miniserie, 6 Episoden)
- 2022: Andor (Fernsehserie, 3 Episoden)
- 2022: Life After Life (Miniserie, 4 Episoden)